# Mediterranean Fleet
La Mediterranean Fleet (in italiano flotta del Mediterraneo o squadra del Mediterraneo) della Royal Navy era la forza navale incaricata di difendere gli interessi britannici nel Mar Mediterraneo durante l'Impero britannico. Fu un comando prestigioso della marina britannica, costituito con lo scopo di difendere il collegamento tra la madrepatria e la maggior parte delle colonie britanniche in oriente.
Essa aveva a disposizione le basi di Gibilterra, Malta dal 1814 (anno della sua acquisizione, cessione volontaria da parte del Regno delle due Sicilie suo alleato contro i francesi, durante le guerre napoleoniche) fino alla sua indipendenza ed Alessandria d'Egitto fino al termine del protettorato britannico sull'Egitto stesso. Il suo quartier generale fu, dal 1814 fino alla metà degli anni 1930, l'isola di Malta.
Il primo uso del termine Commander-in-Chief (Mediterranean) risale al 1665, e la flotta è stata disciolta nel 1967.

## Storia
La Mediterranean Fleet fu protagonista di diversi momenti cruciali della storia inglese, dalla battaglia di Abukir, dove Orazio Nelson sconfisse la squadra francese tagliando fuori Napoleone dall'Europa, al blocco navale di Austria e Turchia nella prima guerra mondiale, alle battaglie con la Regia Marina italiana durante la seconda guerra mondiale.
Nel 1893, l'ammiraglio di squadra George Tryon morì affogato quando la sua nave ammiraglia, HMS Victoria, affondò quindici minuti dopo una collisione con la HMS Camperdown. In questo periodo, la Mediterranean Fleet era la più grande squadra navale della Royal Navy con dieci navi da battaglia di prima classe (il doppio della Channel Fleet) e un gran numero di vascelli minori.
Delle tre unità originarie della classe Invincible di incrociatori da battaglia, che entrarono in servizio nella prima metà del 1908, due, la HMS Inflexible e la HMS Indomitable, si unirono alla Mediterranean Fleet nel 1914. Assieme alla HMS Indefatigable, formarono il nucleo della flotta britannica all'inizio della prima guerra mondiale, quando le forze della Royal Navy furono impegnate nell'inseguimento delle navi tedesche Goeben e Breslau.
Appena prima dello scoppio della seconda guerra mondiale la base principale della flotta venne trasferita ad Alessandria d'Egitto, a causa dei possibili attacchi aerei che l'aeronautica italiana avrebbe potuto portare su Malta. Questa decisione causò forti difficoltà nel rifornimento dell'isola durante il conflitto ma assicurò la sicurezza del grosso della flotta in una base sicura e ben fornita da dove continuare i combattimenti.
Il Vice Ammiraglio Andrew Cunningham prese il comando della flotta nel 1939 e nel 1940 attaccò vittoriosamente la flotta italiana ormeggiata a Taranto con aerei lanciati dalle portaerei. Allo scoppio del conflitto la nave ammiraglia era la Warspite in seguito la Queen Elizabeth; le formazioni principali della flotta erano il 1º Squadrone da Battaglia, il 1º ed il 3º Squadrone Incrociatori oltre a numerosi cacciatorpediniere e alla portaerei Glorious
Altri scontri importanti a cui partecipò la Mediterranean Fleet furono la battaglia di Capo Matapan e la battaglia di Creta. In seguito la flotta si occupò principalmente di rifornire la base di Malta e di bloccare i rifornimenti italiani durante la campagna del Nord Africa.
Dopo la seconda guerra mondiale, dal 1952 al 1967, Il Comandante in Capo della Mediterranean Fleet è stato Comandante anche del CINCAFMED, il Comando in Capo delle forze alleate della NATO nel Mediterraneo.

## Comandanti
- John Jennings (1710-1713)
- John Jervis (1796-1799)
- Horatio Nelson (1803-1805)

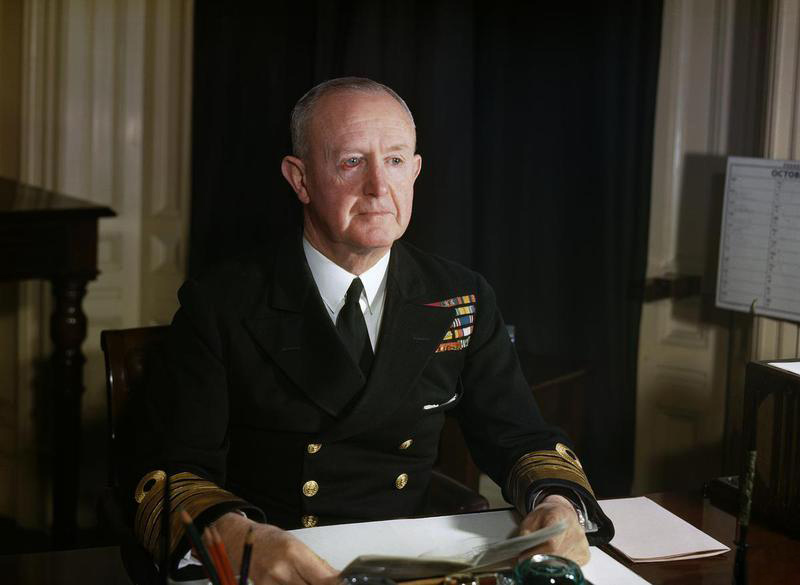
L'ammiraglio Andrew Cunningham, comandante della Mediterranean Fleet durante la seconda guerra mondiale

- Somerset Gough-Calthorpe (1865 – 1937)
- Andrew Cunningham
- Louis Mountbatten (1952-1954)

## Organico
Organico della Mediterranean Fleet (escluso naviglio minore e di supporto) al 1º agosto 1939; non tutte le navi assegnate erano operative a quella data.
Ammiraglio Andrew Cunningham
1st Battle Squadron
Viceammiraglio Geoffrey Layton
Corazzate:
- HMS Barham (ammiraglia di squadra )
- HMS Malaya
- HMS Ramillies
- HMS Warspite (ammiraglia di flotta )

Aircraft carriers
Portaerei:
- HMS Glorious

Cacciatorpediniere:
- HMS Bulldog

1st Cruiser Squadron
Viceammiraglio John Cunningham
Incrociatori pesanti:
- HMS Devonshire (ammiraglia di squadra )
- HMS Sussex
- HMS Shropshire

3rd Cruiser Squadron
Retroammiraglio Henry Moore
Incrociatori leggeri:
- HMS Arethusa (ammiraglia di squadra )
- HMS Penelope

Destroyer Flotillas
Retroammiraglio John Tovey
Incrociatore leggero:
- HMS Galatea (ammiraglia di squadra )

1st Destroyer Flotilla
Capitano di vascello Creasy
Cacciatorpediniere:
- HMS Gallant
- HMS Garland
- HMS Gipsy
- HMS Glowworm
- HMS Grafton
- HMS Grenade
- HMS Grenville (capoflottiglia )
- HMS Greyhound
- HMS Griffin

2nd Destroyer Flotilla
Capitano di vascello Warburton-Lee
Cacciatorpediniere:
- HMS Hardy (capoflottiglia )
- HMS Hasty
- HMS Hereward
- HMS Hero
- HMS Hostile
- HMS Havock
- HMS Hostspur
- HMS Hunter
- HMS Hyperion

3rd Destroyer Flotilla
Capitano di vascello Talbot
Cacciatorpediniere:
- HMS Icarus
- HMS Ilex
- HMS Imogen
- HMS Imperial
- HMS Impulsive
- HMS Inglefield (capoflottiglia )
- HMS Intrepid
- HMS Isis
- HMS Ivanhoe

4th Destroyer Flotilla
Capitano di vascello Creswell
Cacciatorpediniere:
- HMS Afridi (capoflottiglia )
- HMS Cossack
- HMS Gurkha
- HMS Maori
- HMS Mohawk
- HMS Nubian
- HMS Sikh
- HMS Zulu

1st Submarine Flotilla
Capitano di vascello Philip Ruck-Keene
Cacciatorpediniere:
- HMS Douglas

Sottomarini:
- HMS Clyde
- HMS Severn
- HMS Salmon
- HMS Sealion
- HMS Shark
- HMS Snappe

Tra le navi che furono successivamente aggregate alla Mediterranean Fleet:
Portaerei
- HMS Eagle

Incrociatori
- HMS Ajax
- HMS Gloucester
- HMS Liverpool
- HMS Neptune
- HMS Orion
- HMAS Perth
- HMAS Sydney

Cacciatorpediniere
- HMS Decoy
- HMS Dainty
- HMS Defender
- HMS Jaguar
- HMS Janus
- HMS Juno
- HMAS Stuart
- HMAS Vampire
- HMAS Voyager

## Scontri
Seconda guerra mondiale
- Distruzione della flotta francese a Mers-el-Kébir 3 luglio 1940
- Battaglia di Punta Stilo 9 luglio 1940
- Battaglia di Capo Spada 19 luglio 1940
- Notte di Taranto 11-12 novembre 1940
- Battaglia di Capo Teulada 27 novembre 1940
- Battaglia di Capo Matapan 27-29 marzo 1941
- Battaglia di Capo Bon 13 dicembre 1941
- Prima battaglia della Sirte 17 dicembre 1941
- Seconda battaglia della Sirte 22 marzo 1942
- Battaglia di mezzo giugno 12-16 giugno 1942
- Battaglia di mezzo agosto 11-13 agosto 1942